# Acute Toxic Class
Acute Toxic Class (ATC) ist eine vom Bundesinstitut für Risikobewertung (BfR), Deutschland, als Ersatz der LD50-Methode entwickelte Methode zur Prüfung von Substanzen auf ihre akute orale Giftigkeit. Mit dieser Methode lässt sich die Anzahl der vergleichbaren Anwendungen mit der LD50-Methode um etwa 70 Prozent reduzieren.
Es werden vier Gruppen von je drei Tieren eines Geschlechts gebildet. Die Tiere einer Gruppe erhalten dann über eine Schlundsonde eine orale Gabe von 5, 50, 300 und 2000 mg/kg Körpergewicht (OECD guideline 423, revised in 2001); eine zusätzliche Dosis von 5000 mg/kg ist möglich, hängt aber von den Versuchsbedingungen ab. Die Versuchsdauer beträgt 48 Stunden.
Man beginnt, wenn möglich, mit einer Dosis, bei der schon erste Todesfälle auftreten. Wenn keine Angaben zur Toxizität bekannt sind, beginnt man mit einer Dosis von 300 mg/kg Körpergewicht. Wenn zwei oder alle Tiere sterben, wird die nächstniedrigere Dosis für eine neue Gruppe von Tieren gewählt. Stirbt nur ein oder kein Tier, wird die gleiche Konzentration wieder verabreicht.
Man benötigt somit normalerweise zwei bis vier Versuche, um die akute orale Toxizität der Testsubstanz abzuschätzen.
Als Methode zur Bestimmung der akuten Toxizität werden neben dem ATC-Test weitere zwei Verfahren von der OECD anerkannt: die Fest-Dosis-Methode (Fixed Dose Procedure, FDP-Methode) sowie die UDP-Methode (Up and Down Procedure).